# Sci di fondo agli VIII Giochi asiatici invernali - Staffetta femminile
La gara della staffetta femminile si è svolta il 24 febbraio 2017 al Shirahatayama Open Stadium di Sapporo in Giappone.

## Risultati
| Rank | Team                | Tempo     |
| ---- | ------------------- | --------- |
| 1    | Giappone            | 1:08:16.6 |
|      | Hikari Miyazaki     | 18:07.1   |
|      | Kozue Takizawa      | 17:36.8   |
|      | Yuki Kobayashi      | 15:51.6   |
|      | Chisa Obayashi      | 16:41.1   |
| 2    | Cina                | 1:08:41.4 |
|      | Man Dandan          | 17:52.6   |
|      | Li Xin              | 17:51.4   |
|      | Chi Chunxue         | 16:36.3   |
|      | Li Hongxue          | 16:21.1   |
| 3    | Corea del Sud       | 1:09:13.3 |
|      | Je Sang-mi          | 18:33.3   |
|      | Han Da-som          | 17:38.7   |
|      | Ju Hye-ri           | 17:13.1   |
|      | Lee Chae-won        | 15:48.2   |
| 4    | Kazakistan          | 1:09:37.3 |
|      | Angelina Shuryga    | 18:01.3   |
|      | Anzhelika Tarassova | 17:33.7   |
|      | Marina Matrossova   | 17:10.3   |
|      | Yelena Kolomina     | 16:52.0   |